# Центральный сибирский ботанический сад
Центра́льный сиби́рский ботани́ческий сад (ЦСБС СО РАН, в просторечии «Ботса́д») — научно-исследовательское учреждение ботанического профиля, входящее в состав Сибирского отделения Российской академии наук. ЦСБС СО РАН является особо охраняемой природной территорией федерального значения (приказ ФАНО от 13 апреля 2016 года N 14н).

## Описание
Ботанический сад располагается в непосредственной близости от Новосибирского Академгородка и занимает территорию площадью 850 га. На ней располагаются главный лабораторный корпус, технический блок, оранжереи, теплицы, экспериментально-производственный корпус, клубнехранилище, объекты технической базы, складские помещения.

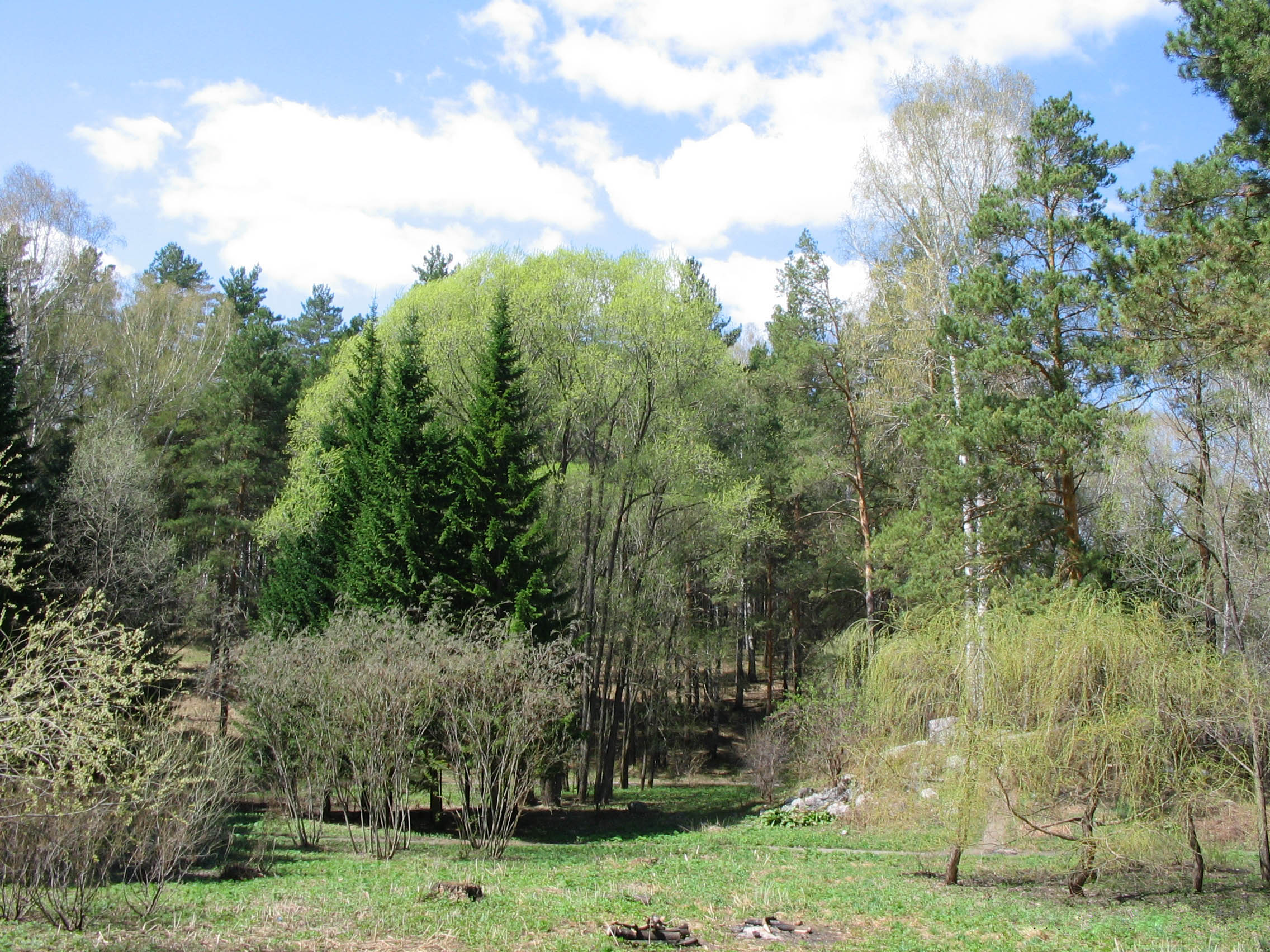
Ботсад летом
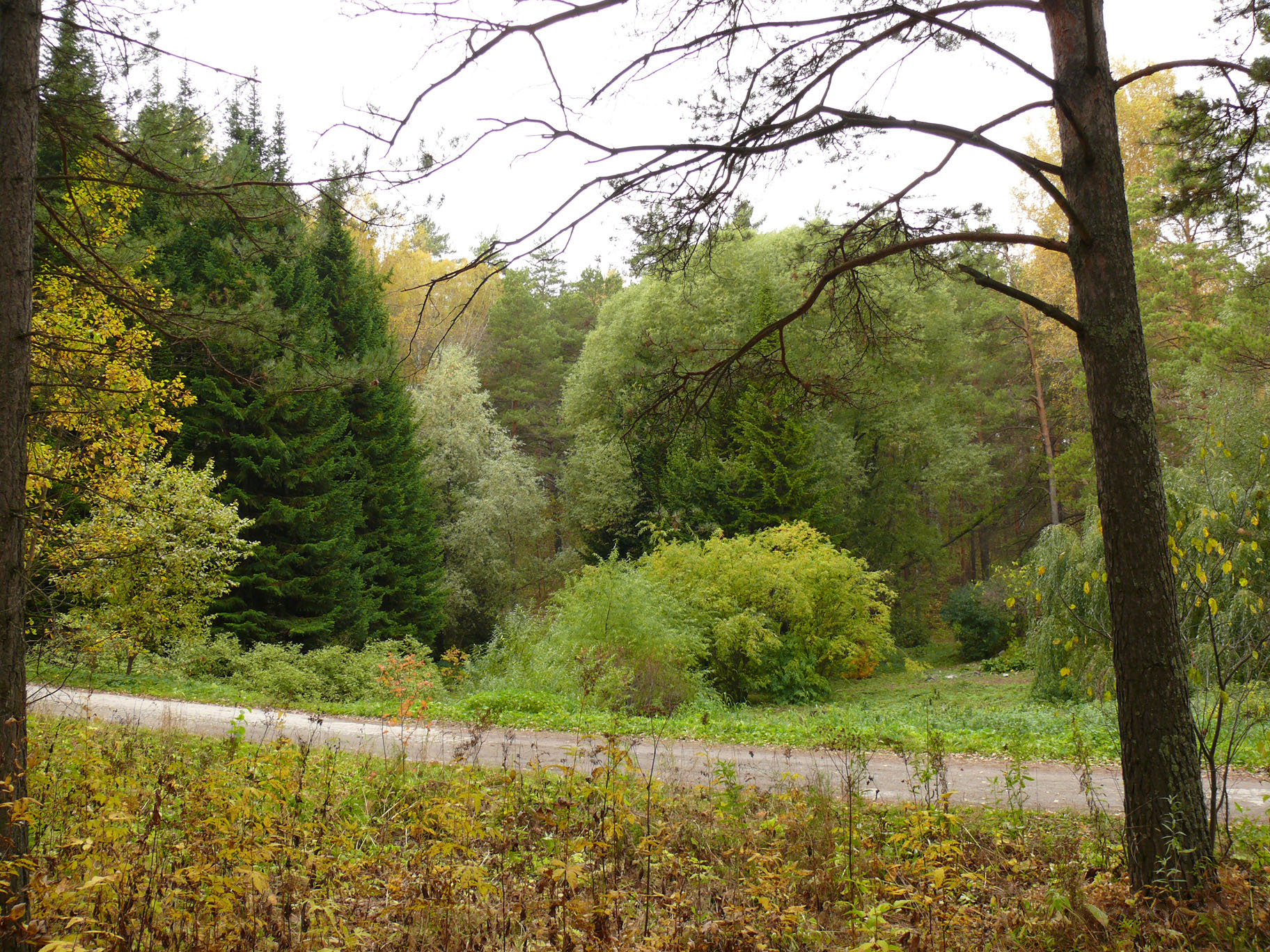
Ботсад осенью
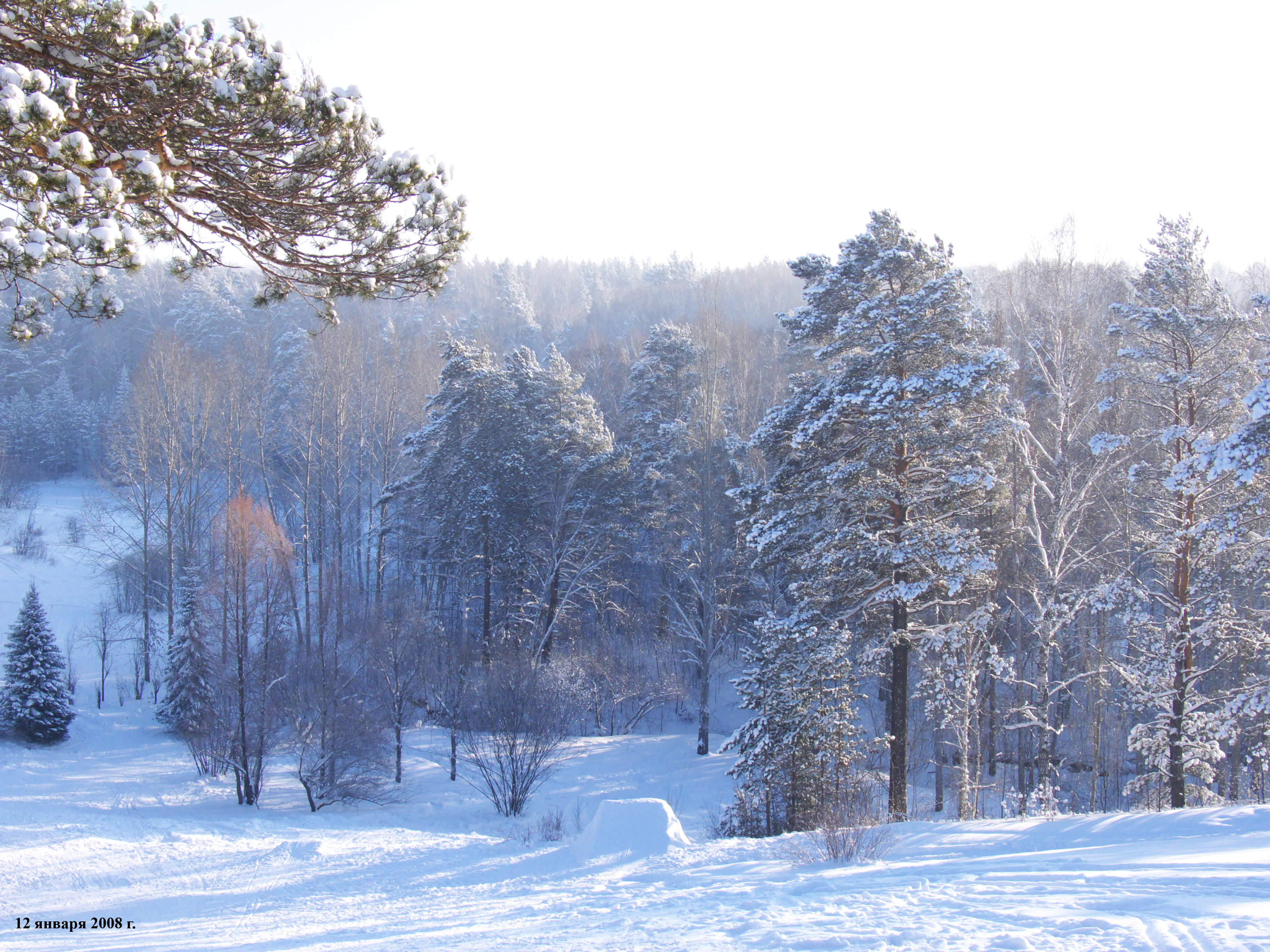
Ботсад зимой
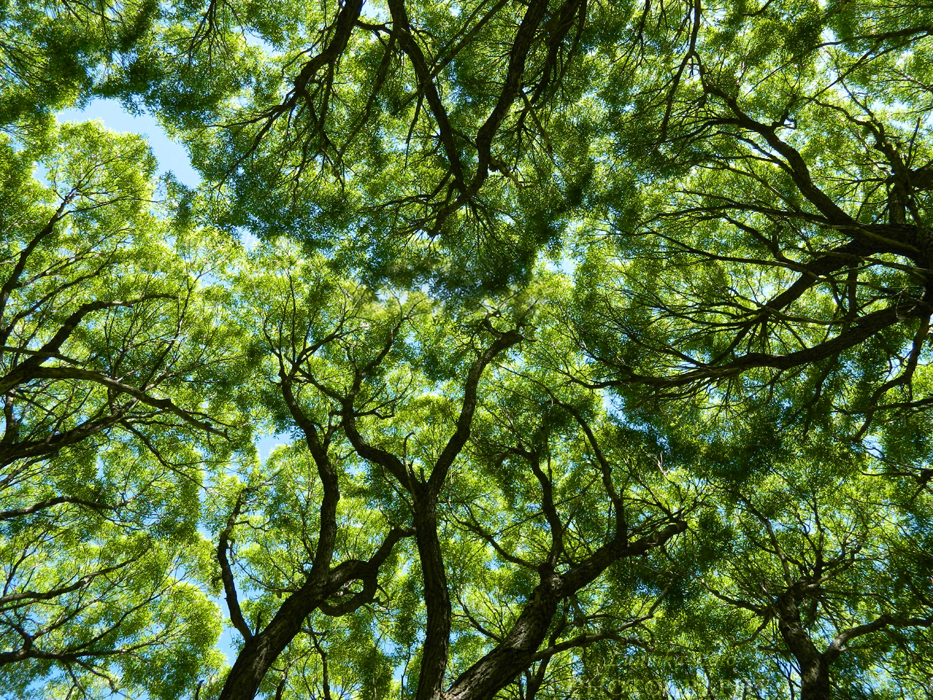
Ивы. Ботанический Сад Новосибирского Академгородка

По территории Ботсада протекает речка Зырянка, на которой расположен пруд.

## Деятельность
Институт входит в систему Совета ботанических садов России, Научного совета ОБН РАН по изучению биоразнообразия и биологических ресурсов, Русского ботанического общества (Новосибирское отделение), является коллективным членом Международного совета ботанических садов по охране растений (BGCI). Сотрудники Ботсада принимают участие в выполнении международных проектов с США,, Италией, Финляндией, Канадой, Швецией, Китаем, рядом других стран.
В Институте функционирует Совет по защите кандидатских и докторских диссертаций по специальностям «Ботаника» и «Экология» (биологические науки), аккредитована образовательная деятельность по основным профессиональным образовательным программам подготовки научно-педагогических кадров в аспирантуре — «Биологические науки».

### Тематика
Основными направлениями фундаментальных исследований являются: «Биоразнообразие растительного мира Сибири, его структурно-динамическая организация; разработка концепции сохранения биоразнообразия на различных уровнях его организации»; «Экологические основы рационального использования растительных ресурсов; разработка методологии сохранения генофонда природной флоры в ботанических садах. Акклиматизация, интродукция и селекция растений для сохранения и обогащения генофонда полезных растений».

### Коллекции растений и семян
В ЦСБС созданы крупнейшие в Азиатской России коллекции пищевых, лекарственных, пряно-ароматических, декоративных, редких и исчезающих растений; экспозиции «Парк Бонсай», «Вальс цветов», «Вересковый сад», «Дендрарий», «Регулярный французский сад», «Сад непрерывного цветения», «Сад топиарного искусства», «Лекарственные и пряно-ароматические растения», «Кактусы и другие суккуленты Старого и Нового света», «Растения тропических и субтропических областей Земного шара», «Экзотические овощные растения». В дендрарии на площади более 20 га собрано свыше 500 видов, гибридов и форм древесных растений различного географического происхождения. В оранжереях представлено более 7000 видов, форм и сортов тропических и субтропических растений из Европы, Азии, Африки и Америки, в том числе уникальные коллекции кактусов и суккулентов, папоротников, бегоний и ароидных.
В настоящее время УНУ «Коллекции живых растений в открытом и закрытом грунте» (USU_440534) включает 11 287 таксонов.

### Научные результаты
Научные исследования ЦСБС СО РАН осуществляют сотрудники 11 лабораторий и 4 научных групп. Созданы Уникальные научные установки — УНУ «Коллекции живых растений в открытом и закрытом грунте» (USU_440534), включающая 11 287 таксонов и УНУ «Гербарий высших растений, лишайников и грибов (NS, NSK)» (USU_440537) — 808 550 гербарных образцов, сформирован банк семян.
В институте созданы базы данных по флоре и растительным сообществам Сибири. Результаты фундаментальных и прикладных работ сотрудников опубликованы более чем в 170 монографиях, многочисленных сборниках, статьях и др. изданиях. Изданы: первая для Сибири 14-томная сводка «Флора Сибири», «Зеленая книга Сибири»
, «Красные книги» отдельных регионов Сибири, «Определители растений» Новосибирской и Кемеровской областей. Издается «Сибирский экологический журнал» и «Растительный мир Азиатской России».

## История
Ботанический сад был организован в 1946 году по инициативе академика В. Л. Комарова в составе Биологического института Западно-Сибирского филиала АН СССР. Первыми директорами сада были А. Б. Бениаминов и кандидат биологических наук Л. П. Зубкус, а коллектив его состоял из 8 человек. С 1951 по 1971 год Ботанический сад возглавляла доктор биологических наук, профессор Кира Аркадьевна Соболевская, затем в течение 5 лет исполняющим обязанности директора был к.с-х.н. Иван Варфоломеевич Таран, с 1976 по 1983 годы — доктор биологических наук, профессор Леонид Иванович Малышев, с 1983 по 2000 годы — академик РАН Игорь Юрьевич Коропачинский. С 2000 года директором является д.б.н., проф. Вячеслав Петрович Седельников.
В 1953 году Ботанический сад был выведен из структуры Биологического института, как самостоятельное научно-исследовательское учреждение с непосредственным подчинением Президиуму Западно-Сибирского филиала.
Быстрое развитие Ботанического сада началось после организации в 1957 году Сибирского отделения Академии наук СССР. В 1958 году Ботанический сад на правах самостоятельного научного подразделения вошел в состав Сибирского отделения АН СССР под названием «Центральный сибирский ботанический сад СО АН СССР» (ЦСБС СО АН СССР).
До 1964 года ЦСБС располагался в Заельцовском районе города Новосибирска, занимая территорию в 232 га, где были созданы дендрарий, георгинарий, экспозиции и коллекции травянистых растений. В целях дальнейшего развития ботанических исследований, направленных на изучение и обогащение растительных ресурсов Сибири, а также для улучшения состояния лесов и зеленых насаждений Новосибирского научного центра Президиум СО АН СССР в 1964 году постановил перенести ЦСБС в Академгородок.
В декабре 1991 г. в связи с созданием Российской академии наук (РАН) Центральный сибирский ботанический сад вошел в состав Сибирского отделения РАН. В 2013 году распоряжением Правительства РФ ЦСБС СО РАН передан в ведение ФАНО России.
С 15 мая 2018 года указом Президента РФ № 215 функции ФАНО переданы Министерству высшего образования и науки РФ.

## Животный мир

### Птицы

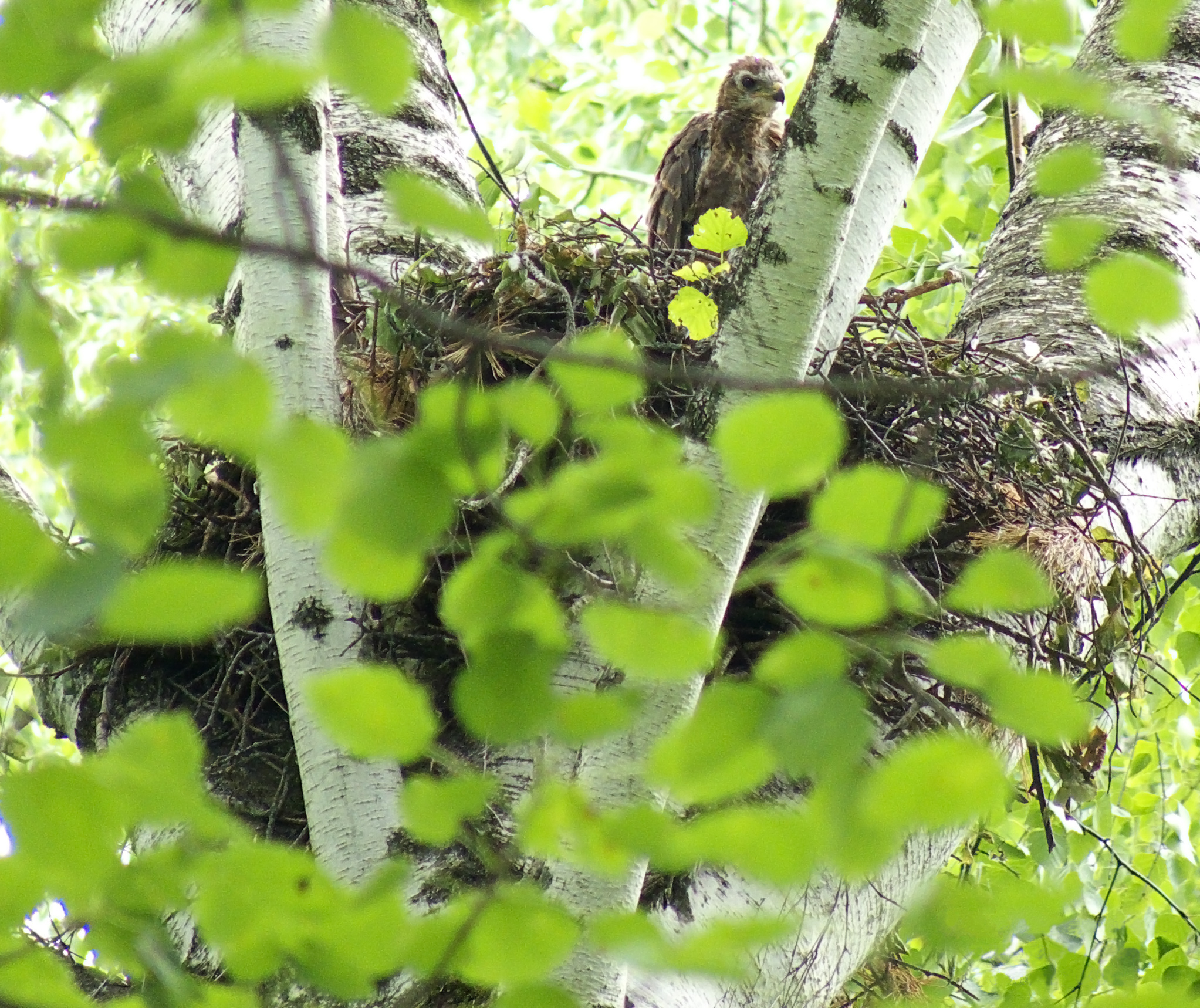
Птенец обыкновенного канюка на гнезде

На территории ЦСБС обитает множество видов птиц. Здесь встречаются крупные дневные хищники, такие, как:
- черный коршун[5]
- обыкновенный канюк[5]
- ястреб-перепелятник[5]
- ястреб-тетеревятник[5]
- обыкновенный осоед[5]

а также ночные хищники:
- длиннохвостая неясыть[5]
- бородатая неясыть[6]
- ушастая сова[5]
- мохноногий сыч[5]

На территории Ботанического сада развешаны искусственные гнездовья для сов, которые занимают длиннохвостые неясыти.
Кроме них встречается множество более мелких птиц, в том числе некоторые достаточно редкие виды.

### Млекопитающие
Из млекопитающих на территории ЦСБС встречаются белки, бурундуки, прочие грызуны, зайцы, ласки. В водоемах на Зырянке обитают бобры. Наблюдались также следы лисицы и хоря. Встречаются косули, известны случаи встречи с лосями.

## Значение Ботсада в жизни Академгородка
Ботанический сад имеет не только научное значение, но также является популярным местом отдыха для многих жителей Академгородка. На его территории расположены экспозиции, имеющие эстетическое значение («Каменистая горка», «Сад непрерывного цветения» (520 видов), «Бонсай» в открытом грунте (150 выставочных экземпляров) и др.).
Территория используется жителями Академгородка для сбора грибов, проведения пикников, велосипедных поездок, зимой — для лыжных прогулок, на подходящих склонах катаются сноубордисты. К сожалению, оставляемый мусор и поездки автомобилей, квадроциклов и снегоходов (зимой) отрицательно сказываются на экологической обстановке Ботанического сада.
В 2005—2009 годах в местных СМИ появлялась информация о проектах застройки части территории Ботсада, связанных с созданием технопарка в Академгородке, что вызывало серьёзное беспокойство у значительной части жителей Академгородка.

## Опасности для человека
Основную опасность на территории ЦСБС (как и вообще в окрестностях Новосибирска) представляют иксодовые клещи, которые являются переносчиками клещевого энцефалита и боррелиоза — тяжёлых заболеваний, которые при отсутствии своевременной медицинской помощи могут привести к смертельному исходу. После (и во время) пребывания в лесу нужно осматриваться, обнаруженных клещей уничтожать, а в случае укуса следует обратиться к врачу.

## Интересные факты
Предположительно на том месте, где сейчас находится главное здание Ботсада, ранее существовала небольшая деревня Зырянка, получившая название от речки Зырянки. К этой деревне, возможно, относилось сохранившееся и сейчас на территории Ботсада кладбище.